# Xenarthra (género)
Xenarthra es un género de insecto coleóptero de la familia Chrysomelidae.

## Especies
Las especies de este género son:
- Xenarthra cervicornis Baly, 1861
- Xenarthra lewisi Jacoby, 1887
- Xenarthra mirabilis Jacoby, 1887
- Xenarthra unicolor Jacoby, 1887